# Deborah Loewenberg Ball
Pour les articles homonymes, voir Ball.
Deborah Loewenberg Ball (née en 1954) est une mathématicienne américaine et chercheuse en éducation réputée pour son travail dans l'enseignement des mathématiques et la préparation mathématique des enseignants. Elle est actuellement doyenne de l'École de l'Éducation à l'Université du Michigan et professeure titulaire de la chaire « William H. Payne ». Elle dirige TeachingWorks, un projet d'envergure à l'Université du Michigan visant à la refonte de la façon dont les enseignants sont préparés à pratiquer et à construire des matériaux et des outils qui servent le domaine de la formation des enseignants, de manière générale. Dans un domaine parfois clivant, Ball a la réputation d'être respectée aussi bien par les mathématiciens et les éducateurs. Elle est aussi un mentor respecté des nouveaux membres du corps professoral et des étudiants des cycles supérieurs,.

## Formation
Alors étudiante de premier cycle à l'Université d'État du Michigan, Ball s'est spécialisée en français et a ensuite enseigné à l'école élémentaire durant dix-sept ans à East Lansing, Michigan. Ball a commencé sérieusement à étudier les mathématiques quand elle a vu ses élèves en difficulté en mathématiques. En 1988, elle a obtenu son doctorat du département de la formation des enseignants de l'Université du Michigan. Sa thèse était intitulée Knowledge and reasoning in mathematical pedagogy: Examining what prospective teachers bring to teacher education.

## Recherches
Les recherches de Ball se concentrent sur l'amélioration de l'efficacité et de la qualité de l'enseignement mathématique,. Une grande partie de son travail porte sur les connaissances mathématiques nécessaires à l'enseignement, et elle a été parmi les premiers à suggérer que cette connaissance est qualitativement différente de ce qui est enseigné en classes de mathématiques avancées.

## Prix et postes
En 2004, Ball et ses co-auteurs David K. Cohen et Stephen Raudenbush (en) remportent le Palmer O. Johnson Award décerné par l'American Educational Research Association (en) pour le meilleur article publié dans une revue AERA en 2003 pour leur article Resources, instruction, and research. En 2007, elle a été élue membre de la National Academy of Education (en) (NAEd). En 2008, elle a remporté la Contribution Exceptionnelle à l'Enseignement des Mathématiques, remis par le Conseil des Enseignants de Mathématiques du Michigan. En 2009, elle a remporté le 19e Prix Louise Hay pour Contribution Exceptionnelle à l'Enseignement des Mathématiques, décerné par l'Association for Women in Mathematics. En 2012, elle est devenue fellow de l'American Mathematical Society. En 2017 elle est lauréate de la médaille Felix Klein.
En 1999, Ball a été nommée par le Secrétaire américain de l'Éducation Richard Riley pour siéger à la Commission Nationale sur les Mathématiques et l'Enseignement des Sciences pour le 21e Siècle, un comité présidé par le Sénateur John Glenn. De 1999 à 2003, Ball est présidente du RAND Mathematics Study Panel, dont le travail a abouti à la publication Mathematical Proficiency for All Students: Toward a Strategic Research and Development Program in Mathematics Education. En 2003, Ball a été nommée au Conseil d'administration de la fondation Mathematical Sciences Research Institute, et elle est présidente du Comité de l'Éducation. En 2006, Ball a été nommée par la Secrétaire américaine de l'Éducation Margaret Spellings au National Mathematics Advisory Panel.

## Publications
- Instructional decision making and reading ..., 1983
- Mathematical proficiency for all students : toward a strategic research and development program in mathematics education
- Teaching, multimedia, and mathematics : investigations of real practice
- The professional education and development of teachers of mathematics : the 15th ICMI study
- Using textbooks and teachers' guides, 1986